# Кальканьини, Гвидо
Гвидо Кальканьини (итал. Guido Calcagnini; 25 сентября 1725, Феррара, Папская область — 27 августа 1807, Озимо, Папская область) — итальянский куриальный кардинал, папский дипломат и доктор обоих прав. Титулярный архиепископ Тарса с 4 февраля 1765 по 20 мая 1776. Апостольский нунций в Неаполе с 22 февраля 1765 по 8 апреля 1775. Префект Папского Дома с 8 апреля 1775 по 20 мая 1776. Епископ-архиепископ Озимо и Чинголи с 20 мая 1776 по 27 августа 1807. Кардинал-священник с 8 мая 1776, с титулом церкви Санта-Мария-ин-Траспонтина с 15 июля 1776.